# Octopus mototi
Octopus mototi är en bläckfiskart som beskrevs av Norman 1993. Octopus mototi ingår i släktet Octopus och familjen Octopodidae. Inga underarter finns listade i Catalogue of Life.